# 雅勒朗日
雅勒朗日（法語：Jallerange，法語發音：[ʒalʁɑ̃ʒ]）是法国杜省的一个市镇，属于贝桑松区。

## 地理
雅勒朗日（47°15'15"N, 5°43'0"E）面积5.41 平方千米，位于法国勃艮第-弗朗什-孔泰大區杜省，该省份为法国东部内陆省份，北起上索恩省，西接汝拉省，东部及东南部与瑞士接壤，东北部与贝尔福地区省接壤。
与雅勒朗日接壤的市镇（或旧市镇、城区）包括：库尔沙蓬、埃特拉博讷、勒穆特罗、帕涅、索尔奈。

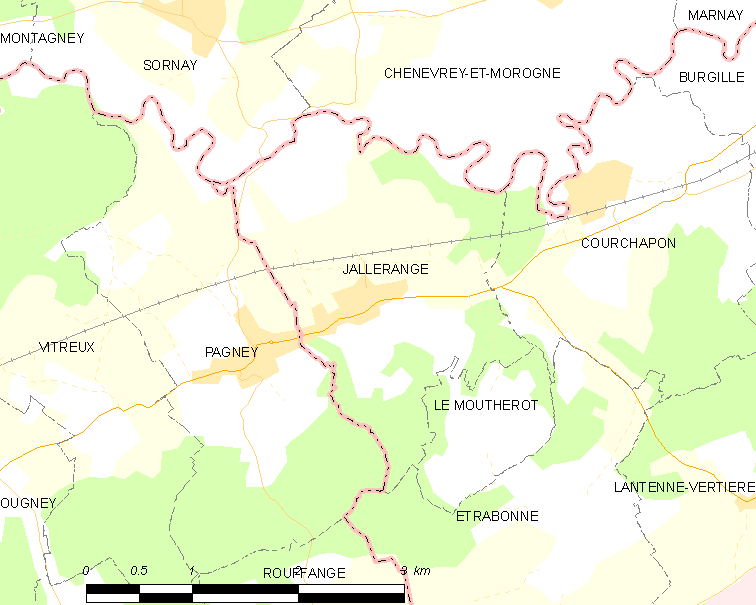
雅勒朗日的OSM定位图

雅勒朗日的时区为UTC+01:00、UTC+02:00（夏令时）。

## 行政
雅勒朗日的邮政编码为25170，INSEE市镇编码为25317。

## 政治
雅勒朗日所属的省级选区为圣维特县。

## 人口

1962-2008年间雅勒朗日人口变化图示

雅勒朗日于2022年1月1日时的人口数量为277人。